# روبين فالكون
روبين فالكون (بالإسبانية: Rubén Falcón) هو لاعب كرة قدم إسباني، ولد في 8 أكتوبر 1977 في سرقسطة في إسبانيا. لعب مع رايو فايكانو وريال سرقسطة ونادي ألميريا ونادي إيبار ونادي ليغانيس ونادي هويسكا.

## وصلات خارجية
- روبين فالكون على موقع قاعدة بيانات كرة القدم.إي يو (الإنجليزية)
- روبين فالكون على موقع Soccerway.com (الإنجليزية)